# Coppa Bernocchi 1970
La Coppa Bernocchi 1970, cinquantaduesima edizione della corsa, si svolse l'8 agosto 1970 su un percorso di 238 km. Era valida come evento del circuito UCI categoria CB1.1. La vittoria fu appannaggio dell'italiano Pietro Guerra, precedendo i connazionali Giuseppe Beghetto e Marino Basso. L'arrivo e la partenza della gara furono a Legnano.

## Ordine d'arrivo (Top 10)
| Pos. | Corridore         | Squadra   | Tempo    |
| ---- | ----------------- | --------- | -------- |
| 1    | Pietro Guerra     | Salvarani | 5h09'35" |
| 2    | Giuseppe Beghetto | Ferretti  | a 17"    |
| 3    | Marino Basso      | Molteni   | a 17"    |
| 4    | Michele Dancelli  | Molteni   | a 17"    |
| 5    | Luigi Sgarbozza   | Dreher    | a 17"    |
| 6    | Mario Nicoletti   | Ferretti  | a 17"    |
| 7    | Franco Bitossi    | Filotex   | a 17"    |
| 8    | Dino Zandegù      | Salvarani | a 17"    |
| 9    | Giampiero Macchi  | Dreher    | a 17"    |
| 10   | Gianni Motta      | Salvarani | a 17"    |